# Дербі Гендріксон
Дербі Гендріксон (англ. Darby Hendrickson, нар. 28 серпня 1972, Ричфілд) — американський хокеїст, що грав на позиції центрального нападника. Грав за збірну команду США.
Провів понад 500 матчів у Національній хокейній лізі.

## Ігрова кар'єра
Хокейну кар'єру розпочав 1991 року.
1990 року був обраний на драфті НХЛ під 73-м загальним номером командою «Торонто Мейпл-Ліфс».
Протягом професійної клубної ігрової кар'єри, що тривала 15 років, захищав кольори команд «Торонто Мейпл-Ліфс», «Нью-Йорк Айлендерс», «Ванкувер Канакс», «Міннесота Вайлд» та «Колорадо Аваланч».
Загалом провів 543 матчі в НХЛ, включаючи 25 ігор плей-оф Кубка Стенлі.
Виступав за збірну США, на головних турнірах світового хокею провів 46 ігор в її складі.

## Кар'єра тренера
- Помічник головного тренера в «Міннесота Вайлд» (з 2010 року)[1].

## Статистика

### Клубні виступи
| Сезон        | Клуб                           | Ліга         | Регулярний сезон | Регулярний сезон | Регулярний сезон | Регулярний сезон | Регулярний сезон | Плей-оф | Плей-оф | Плей-оф | Плей-оф | Плей-оф |
| Сезон        | Клуб                           | Ліга         | І                | Г                | П                | О                | ШХ               | І       | Г       | П       | О       | ШХ      |
| ------------ | ------------------------------ | ------------ | ---------------- | ---------------- | ---------------- | ---------------- | ---------------- | ------- | ------- | ------- | ------- | ------- |
| 1991–92      | Команда Університету Міннесоти | WCHA         | 44               | 25               | 30               | 55               | 63               | —       | —       | —       | —       | —       |
| 1992–93      | Команда Університету Міннесоти | WCHA         | 31               | 12               | 15               | 27               | 35               | —       | —       | —       | —       | —       |
| 1993–94      | «Сент-Джон Мейпл Ліфс»         | АХЛ          | 6                | 4                | 1                | 5                | 4                | 3       | 1       | 1       | 2       | 0       |
| 1993–94      | «Торонто Мейпл-Ліфс»           | НХЛ          | —                | —                | —                | —                | —                | 2       | 0       | 0       | 0       | 0       |
| 1994–95      | «Сент-Джон Мейпл Ліфс»         | АХЛ          | 59               | 16               | 20               | 36               | 48               | —       | —       | —       | —       | —       |
| 1994–95      | «Торонто Мейпл-Ліфс»           | НХЛ          | 8                | 0                | 1                | 1                | 4                | —       | —       | —       | —       | —       |
| 1995–96      | «Торонто Мейпл-Ліфс»           | НХЛ          | 46               | 6                | 6                | 12               | 47               | —       | —       | —       | —       | —       |
| 1995–96      | «Нью-Йорк Айлендерс»           | НХЛ          | 16               | 1                | 4                | 5                | 33               | —       | —       | —       | —       | —       |
| 1996–97      | «Сент-Джон Мейпл Ліфс»         | АХЛ          | 12               | 5                | 4                | 9                | 21               | —       | —       | —       | —       | —       |
| 1996–97      | «Торонто Мейпл-Ліфс»           | НХЛ          | 64               | 11               | 6                | 17               | 47               | —       | —       | —       | —       | —       |
| 1997–98      | «Торонто Мейпл-Ліфс»           | НХЛ          | 80               | 8                | 4                | 12               | 67               | —       | —       | —       | —       | —       |
| 1998–99      | «Торонто Мейпл-Ліфс»           | НХЛ          | 35               | 2                | 3                | 5                | 30               | —       | —       | —       | —       | —       |
| 1998–99      | «Ванкувер Канакс»              | НХЛ          | 27               | 2                | 2                | 4                | 22               | —       | —       | —       | —       | —       |
| 1999–00      | «Сірак'юс Кранч»               | АХЛ          | 20               | 5                | 8                | 13               | 16               | —       | —       | —       | —       | —       |
| 1999–00      | «Ванкувер Канакс»              | НХЛ          | 40               | 5                | 4                | 9                | 14               | —       | —       | —       | —       | —       |
| 2000–01      | «Міннесота Вайлд»              | НХЛ          | 72               | 18               | 11               | 29               | 36               | —       | —       | —       | —       | —       |
| 2001–02      | «Міннесота Вайлд»              | НХЛ          | 68               | 9                | 15               | 24               | 50               | —       | —       | —       | —       | —       |
| 2002–03      | «Міннесота Вайлд»              | НХЛ          | 28               | 1                | 5                | 6                | 8                | 17      | 2       | 3       | 5       | 4       |
| 2003–04      | «Х'юстон Аерос»                | АХЛ          | 31               | 4                | 5                | 9                | 19               | —       | —       | —       | —       | —       |
| 2003–04      | «Міннесота Вайлд»              | НХЛ          | 14               | 1                | 0                | 1                | 6                | —       | —       | —       | —       | —       |
| 2003–04      | «Колорадо Аваланч»             | НХЛ          | 20               | 1                | 3                | 4                | 6                | 6       | 1       | 0       | 1       | 2       |
| 2004–05      | «Рига 2000»                    | Латвія       | 7                | 3                | 3                | 6                | 26               | —       | —       | —       | —       | —       |
| 2005–06      | «Ред Булл» (Зальцбург)         | Австрія      | 31               | 9                | 10               | 19               | 12               | —       | —       | —       | —       | —       |
| 2006–07      | «Ред Булл» (Зальцбург)         | Австрія      | 56               | 10               | 28               | 38               | 54               | 7       | 0       | 1       | 1       | 12      |
| Усього в НХЛ | Усього в НХЛ                   | Усього в НХЛ | 518              | 65               | 64               | 129              | 370              | 25      | 3       | 3       | 6       | 6       |

### Збірна
| Рік                | Команда            | Турнір             | Місце              | І  | Г | П | О  | ШХ |
| ------------------ | ------------------ | ------------------ | ------------------ | -- | - | - | -- | -- |
| 1994               | США                | ОІ                 | 8-е                | 8  | 0 | 0 | 0  | 6  |
| 1996               | США                | ЧС                 | 3                  | 8  | 1 | 1 | 2  | 4  |
| 1997               | США                | ЧС                 | 6-е                | 8  | 0 | 1 | 1  | 8  |
| 1999               | США                | ЧС                 | 6-е                | 6  | 0 | 2 | 2  | 0  |
| 2000               | США                | ЧС                 | 5-е                | 7  | 1 | 1 | 2  | 12 |
| 2001               | США                | ЧС                 | 4-е                | 9  | 3 | 3 | 6  | 4  |
| Національна збірна | Національна збірна | Національна збірна | Національна збірна | 46 | 5 | 8 | 13 | 34 |

### Відзнаки
Джерело:
| Сезон   | Нагорода                                      | Ліга                    |
| ------- | --------------------------------------------- | ----------------------- |
| 1990-91 | Містер Хокей Міннесоти – кращий гравець штату | ЮСХС                    |
| 1991-92 | Новобранець року                              | НСАА (ВСХА)             |
| 1992-93 | Чемпіон                                       | НСАА (ВСХА)             |
| 1995-96 | Бронзовий чемпіон світу                       | Чемпіонат світу         |
| 2004-05 | Чемпіон Латвії                                | Латвійська хокейна ліга |

### Зіркові та культові виступи в клубах
Джерело:
- St. John's Maple Leafs